# Falconar F11 Sporty
Il Falconar F11 Sporty è un aereo da turismo biposto sviluppato dall'azienda canadese Falconar Avia a partire dal D.11 della francese Jodel. I clienti possono acquistare sia l'aereo completo che i soli piani di costruzione.

## Storia del progetto

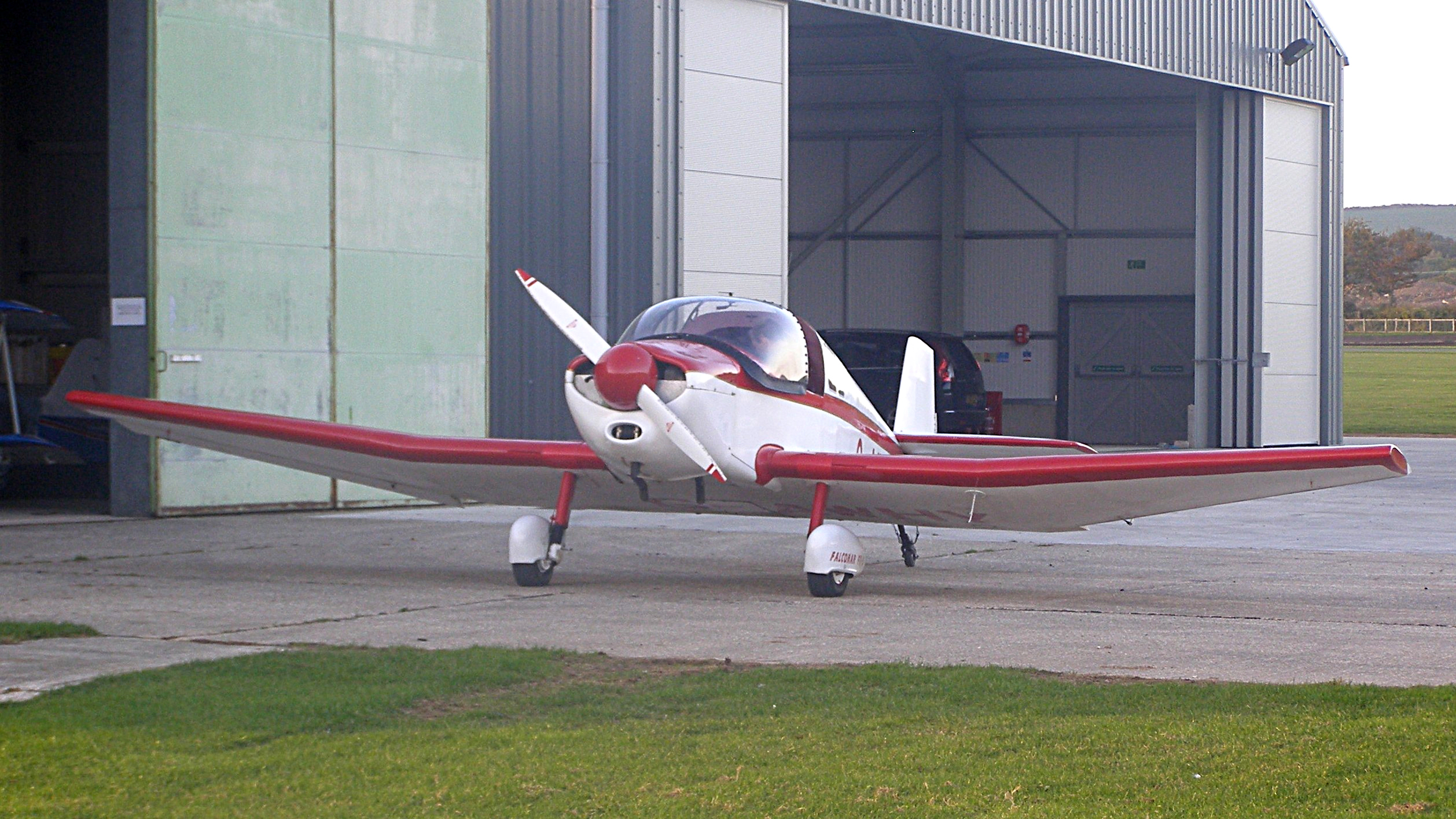
Un F11 Sporty. Si tratta di un esemplare autocostruito da piani originali nel 1995

L'F11 deriva dallo Jodel D.11. Le numerose modifiche attuate dalla Falconar comprendono anche un abitacolo più ampio, un montaggio semplificato, cinture di sicurezza e miglioramenti aerodinamici atti a migliorare le condizioni di stallo.
Rispetto al D.11 da cui deriva, l'F11 utilizza un nuovo disegno dell'ala, con longherone e centine di nuovo e semplificato disegno e con la posizione del diedro spostata verso l'interno, così da consentire il ripiegamento delle semiali per facilitare trasporto e stoccaggio, al costo però di un maggior peso. Complessivamente le ali sarebbero meno efficienti. L'impiego di motori più grandi e potenti causa un incremento nel consumo di carburante rispetto al D.11.
L'F11 è un monoplano ad ala bassa, con pilota e passeggero che siedono affiancati in cabina, larga 102 cm. Il carrello di atterraggio è disponibile sia in configurazione tradizionale che a triciclo. Il velivolo è dotato di un singolo motore con elica traente.
La struttura è lignea con rivestimento in tessuto. La Falconar consiglia l'impiego di motori nella gamma da 65 a 140 hp (48-104 kW). Tra i motori più utilizzati vi sono il Continental O-200 da 100 hp (75 kW), il Continental A65 da 65 hp (48 kW), il Lycoming O-235 da 100 a 116 hp (75-87 kW), il Lycoming O-290 da 125-140 hp (93-104 kW), il Franklin 4AC da 65-113 hp (48 -84 kW), Volkswagen 4 tempi raffreddato ad aria da 65-85 HP (48-63 kW) e l'Hirth F-30 2 tempi da 110 hp (82 kW) Hirth F-30. Il tempo di costruzione del kit varia a seconda della configurazione scelta.
Dall' F11 è stato successivamente sviluppato il più grande Falconar F12A Cruiser, un biposto con la possibilità di un terzo posto opzionale.

## Varianti
F11A Sporty
Prima versione con peso a vuoto di 356 kg e carico di 590 kg. Il tempo di costruzione dal kit è di circa 1.200 ore. Al 2011 erano 100 gli F11A costruiti e pilotati da privati. Tra le opzioni disponibili per questo modello vi sono le molle elicoidali verticali per il carrello d'atterraggio, carrello in configurazione triciclo, serbatoi ausiliari, ali in tre parti ripiegabili e galleggianti per la versione idrovolante.
F11E Sporty
Versione alleggerita introdotta nel 1987 per far rientrare il velivolo nella categoria ultraleggeri in Canada. Il peso scende a 254 kg a vuoto e 499 kg carico. Il tempo di costruzione del kit è stimato in 1.000 ore. Al 2011 ne era stato costruito un solo esemplare.